# تام شوتز
تام شوتز (انگلیسی: Tom Schütz؛ زادهٔ ۲۰ ژانویهٔ ۱۹۸۸) بازیکن فوتبال اهل آلمان است.
از باشگاه‌هایی که در آن بازی کرده‌است می‌توان به باشگاه فوتبال بایرن مونیخ ۲ و باشگاه فوتبال آرمینیا بیله‌فلد اشاره کرد.
وی همچنین در تیم ملی فوتبال زیر ۲۰ سال آلمان بازی کرده‌است.